# Until the End of Time (singel Tupaca Shakura)
Until the End of Time to pośmiertny singiel amerykańskiego rapera Tupaca Shakura z płyty o tej samej nazwie. Gościnnie występuje na niej wykonawca R&B R.L. z grupy Next. Bit zawiera sample utworu Mr. Mistera pod tytułem „Broken Wings”.

## Miejsca na listach przebojów
| Lista                    | Miejsce |
| ------------------------ | ------- |
| UK Singles Chart         | 4       |
| R&B/Hip-Hop Tracks chart | 21      |
| Billboard Hot 100        | 52      |

## Certyfikaty i sprzedaż
| Kraj                  | Certyfikat    | Sprzedaż |
| --------------------- | ------------- | -------- |
| Wielka Brytania (BPI) | srebrna płyta | 200 000+ |